# Sången om den eldröda blomman
För andra betydelser, se Sången om den eldröda blomman (olika betydelser).
Sången om den eldröda blomman är en roman av Johannes Linnankoski, utgiven 1905 med den finska originaltiteln Laulu tulipunaisesta kukasta. Berättelsen är mycket romantisk, och handlar om en flottare och hans kärleksliv. 

## Filmatiseringar
Romanen har filmatiserats flera gånger både i Finland och Sverige:
- Sången om den eldröda blomman (1919), regisserad av Mauritz Stiller
- Sången om den eldröda blomman (1934), regisserad av Per-Axel Branner
- Sången om den eldröda blomman (1938), regisserad av Teuvo Tulio
- Sången om den eldröda blomman (1956), regisserad av Gustaf Molander
- Sången om den eldröda blomman (1971), regisserad av Mikko Niskanen